# New Glasgow
New Glasgow is een plaats (town) in de Canadese provincie Nova Scotia en telt 9455 inwoners (2006). De oppervlakte bedraagt 9,93 km².